# Costanzo Patrizi
Costanzo Patrizi est un aristocrate et collectionneur d'art romain mort en 1624. 
Proche du pape Paul V Borghèse, le marquis Costanzo Patrizi devient rapidement trésorier général du Vatican et pose les fondations de la branche romaine de la famille Patrizi, qui connaîtra à sa suite une fortune remarquable. Grand amateur d'art, il fait décorer sa résidence sur la place Mattei de Rome par les plus grands artistes de l'époque. Sa collection de tableaux atteint 200 pièces au moment de sa mort, y compris des chefs-d’œuvre comme Amour et Psyché d'Orazio Gentileschi ou encore Le Souper à Emmaüs de Caravage.